# 朗維尤鎮區 (北達科他州福斯特縣)
朗維尤鎮區（英語：Longview Township）是位於美國北達科他州福斯特縣的一個鎮區。

## 地方資料
朗維尤鎮區的面積為93.54平方千米，當中陸地面積為91.59平方千米，而水域面積為1.95平方千米。根據2020年美國人口普查的數據，當地共有人口48人，而人口密度為每平方千米0.51人。